# عبدالعزیز حسن جلوف
عبدالعزیز حسن جلوف (انگلیسی: Abdul Aziz Hassan Jalouf؛ زادهٔ ۲۷ فوریهٔ ۱۹۷۳) بازیکن فوتبال اهل قطر است.

## باشگاهی
از باشگاه‌هایی که در آن بازی کرده‌است می‌توان به القطر اشاره کرد.

## تیم ملی
وی همچنین در تیم ملی فوتبال قطر بازی کرده‌است.